# Salgar
Salgar – miasto w Kolumbii, w departamencie Antioquia.